# Oligia decinerea
Oligia decinerea là một loài bướm đêm trong họ Noctuidae.